# رومان أرنيودو
رومان أرنودو (من مواليد 4 أغسطس 1992) هو لاعب تنس محترف من موناكو، وُلد في فرنسا، ويختص بمنافسات الزوجي. حقق أعلى تصنيف له في الزوجي وفق تصنيف رابطة محترفي التنس (ATP) ببلوغه المركز رقم 43 عالميًا في 14 أبريل 2025. تُوّج بلقب الزوجي في بطولة مونت كارلو للماسترز عام 2025، إلى جانب مانويل غينار، ليصبح أول لاعب من موناكو يحقق اللقب في هذه البطولة.
كما وصل أرنودو إلى المركز رقم 455 في تصنيف الفردي بتاريخ 25 أغسطس 2014. مثّل فرنسا في المنافسات الدولية من عام 2008 حتى 2013، بعد ذلك بدأ بتمثيل موناكو بعد ذلك.

## المسيرة المهنية
ظهر أرنودو لأول مرة في الجدول الرئيسي لبطولات رابطة محترفي التنس (ATP) في زوجي بطولة مونت كارلو رولكس ماسترز 2014 مع شريكه بنيامين باليري. حصل الثنائي على بطاقة دعوة وبلغا ربع النهائي بعد الفوز على الأزواج جان-جوليان روجير وهوريا تيكاو وروبرتو باوتيستا أغوت وأندرياس سيبي في ثلاث مجموعات، قبل أن يخسرا أمام المصنفين خامسًا دانييل نيستور ونيناد زيمونيتش بمجموعتين نظيفتين.
في 2017، تقدم أرنودو خطوة أبعد في مونت كارلو مع شريكه هوغو نيز، حيث وصلا إلى نصف النهائي بعد الفوز على الأزواج بابلو كارينو بوستا وغييرمو غارسيا لوبيز، المصنفين الثامن روجير وتيكاو، والمصنفين الثالث جيمي موراي وبرونو سواريس.
في 2019، في بطولة لوس كابوس المفتوحة، تعاون أرنودو مع نيز وتمكنا من الفوز على دومينيك إنجلوت وأوستن كراجيسيك في النهائي ليحرزا أول لقب لهما في زوجي بطولات الـATP معًا، حيث فازا بجميع المباريات الأربع بثلاث مجموعات.
بعد ست سنوات من أول نصف نهائي له في زوجي بطولات الماسترز 1000 في 2017، أصبح أرنودو أول لاعب من موناكو يتنافس على لقب زوجي بطولة مونت كارلو في تاريخ البطولة بوصوله إلى نهائي مونت كارلو 2023. مع شريكه سام فايسبورن، تغلبا على مارسيلو ميلو وألكساندر زفيريف،  وتمكنا من مفاجأة حامل اللقب والمصنفين ثانيًا راجيف رام وجو سالزبوري، والمصنفين السادس لويد غلاسبول وهاري هيليوفارا، بالإضافة إلى كيفن كراويتز وتيم بوتس، ليدخل الثنائي أول نهائي لهما في بطولات الماسترز الزوجية. خسر الثنائي الموناكو/النمساوي الحاصل على بطاقة دعوة أمام إيفان دوديغ وأوستن كراجيسيك، مع ذلك أهلت هذه النتائج أرنودو للظهور لأول مرة ضمن أفضل 55 لاعبًا في التصنيف بتاريخ 24 أبريل 2023.
في 2025، بلغ أرنودو نصف النهائي للمرة الثالثة في بطولة الماسترز المحلية بنادي مونت كارلو الريفي، هذه المرة مع شريكه مانويل غينار، أيضًا كثنائي حاصل على بطاقة دعوة، حيث تغلّبا على روهان بوبانا وبن شيلتون. ثم توصلا إلى النهائي بعد إقصائهما للمصنفين ثانيًا هاري هيليوفارا وهنري باتن. فاز أرنودو وغينار بلقب أول بطولة ماسترز لهما بعد هزيمتهما لويد غلاسبول وجوليان كاش. أصبح أرنودو أول لاعب من موناكو يفوز ببطولة مونت كارلو للماسترز. وكانت هذه المشاركة الثانية فقط لهما معًا.

## النهائيات المهمة

### بطولات الماسترز 1000

#### زوجي: 2 (لقب واحد، وصيف واحد)
| النتيجة | السنة | البطولة                   | السطح | الشريك           | الخصوم                                                    | النتيجة                |
| ------- | ----- | ------------------------- | ----- | ---------------- | --------------------------------------------------------- | ---------------------- |
| خسارة   | 2023  | بطولة مونت كارلو للماسترز | طين   | AUT سام فايسبورن | كرواتيا إيفان دوديغ · الولايات المتحدة أوستن كراجيسيك     | 0–6, 6–4, [12–14]      |
| فوز     | 2025  | بطولة مونت كارلو للماسترز | طين   | FRA مانويل غينار | المملكة المتحدة جوليان كاش · المملكة المتحدة لويد غلاسبول | 1–6, 7–6(10–8), [10–8] |

## نهائيات جولة رابطة محترفي التنس (ATP Tour)

### زوجي: 4 (2 لقب، 2 وصيف)
| تفسير الرموز       |
| ------------------ |
| الجراند سلام (0–0) |
| ماسترز 1000 (1–1)  |
| ATP 500 (0–0)      |
| ATP 250 (1–1)      |

| النهائيات حسب نوع الأرضية |
| ------------------------- |
| صلبة (1–0)                |
| طينية (1–2)               |
| عشبية (0–0)               |

| النهائيات حسب نوع الملعب |
| ------------------------ |
| خارجي (2–2)              |
| داخلي (0–0)              |

| النتيجة | الفوز–الخسارة | التاريخ     | البطولة                                 | المستوى     | الأرضية | الشريك              | الخصوم                                                    | النتيجة                |
| ------- | ------------- | ----------- | --------------------------------------- | ----------- | ------- | ------------------- | --------------------------------------------------------- | ---------------------- |
| فوز     | 1–0           |             | بطولة لوس كابوس المفتوحة، المكسيك       | ATP 250     | صلبة    | MON هوجو نيس        | بريطانيا دومينيك إنغلوت · الولايات المتحدة أوستن كراجيسيك | 7–5, 5–7, [16–14]      |
| خسارة   | 1–1           | فبراير 2021 | بطولة قرطبة المفتوحة، الأرجنتين         | ATP 250     | طينية   | فرنسا بونوا بيره    | البرازيل رافائيل ماتوس · البرازيل فيليبي ميليجيني ألفيس   | 4–6, 1–6               |
| خسارة   | 1–2           | أبريل 2023  | بطولة مونت كارلو للماسترز، فرنسا/موناكو | ماسترز 1000 | طينية   | النمسا سام فايسبورن | كرواتيا إيفان دوديغ · الولايات المتحدة أوستن كراجيسيك     | 0–6, 6–4, [12–14]      |
| فوز     | 2–2           | أبريل 2025  | بطولة مونت كارلو للماسترز، فرنسا/موناكو | ماسترز 1000 | طينية   | فرنسا مانويل غينار  | بريطانيا جوليان كاش · بريطانيا لويد غلاسبول               | 1–6, 7–6(10–8), [10–8] |